# L Legislatura del Congreso de la Unión de México
La L Legislatura del Congreso de la Unión estuvo conformada por los senadores y los diputados miembros de sus respectivas cámaras. Inició sus funciones el día 1 de septiembre de 1976 y concluyó el 31 de agosto de 1979.
Los senadores y diputados fueron elegidos para su cargo en las Elecciones de 1976, los senadores fueron elegidos por un periodo de seis años (por lo que ejerció su cargo también en la siguiente legislatura), y los diputados fueron elegidos para un periodo de tres años.
La conformación de la L Legislatura fue como sigue:

## Senado de la República
Los miembros del Senado de la República fueron elegidos dos por cada estado y el Distrito Federal, dando un total de 64 senadores. Por primera vez en la historia fue elegido un senador no perteneciente al Partido Revolucionario Institucional, postulados por el PPS, sin embargo dicho cargo no lo perdió el PRI, debido a que conformó una alianza electoral con el partido ganador, por lo tanto este senador no representó ningún oposición al PRI o al gobierno durante su periodo.

### Número de Senadores por partido político
| Partido | Partido                              | Senadores |
| ------- | ------------------------------------ | --------- |
|         | Partido Revolucionario Institucional | 63        |
|         | Partido Popular Socialista           | 1         |

Los 64 Senadores que conforman la LIV Legislatura son los siguientes:

### Senadores por entidad federativa
| Estado              | Senador                                                                                          | Partido | Estado          | Senador                                                      | Partido |
| ------------------- | ------------------------------------------------------------------------------------------------ | ------- | --------------- | ------------------------------------------------------------ | ------- |
| Aguascalientes      | Rodolfo Landeros Gallegos                                                                        |         | Morelos         | José Rondero Zubieta                                         |         |
| Aguascalientes      | Héctor Hugo Olivares Ventura                                                                     |         | Morelos         | Ángel Ventura Valle                                          |         |
| Baja California     | Rafael García Vázquez Suple a Celestino Salcedo Monteón                                          |         | Nayarit         | Daniel Espinoza Galindo                                      |         |
| Baja California     | Oscar Baylón Chacón Suple a Roberto de la Madrid Romandía                                        |         | Nayarit         | Leobardo Ramos Martínez                                      |         |
| Baja California Sur | Alberto Alvarado Arámburo                                                                        |         | Nuevo León      | Adrián Yáñez Martínez Suple a Federico Amaya Rodríguez       |         |
| Baja California Sur | Víctor Manuel Liceaga Ruibal Suple a Marcelo Rubio Ruiz                                          |         | Nuevo León      | Napoleón Gómez Sada                                          |         |
| Campeche            | Rosa María Martínez Denegri Suple a Carlos Sansores Pérez                                        |         | Oaxaca          | Rodolfo Alavez Flores Suple a Eliseo Jiménez Ruiz            |         |
| Campeche            | Joaquín Repetto Ocampo Suple a Fernando Rafful Miguel                                            |         | Oaxaca          | Jorge Cruickshank García                                     |         |
| Chiapas             | Roberto Corzo Gay Suple a Salomón González Blanco                                                |         | Puebla          | Blas Chumacero                                               |         |
| Chiapas             | Horacio Castellanos Coutiño                                                                      |         | Puebla          | Horacio Labastida Muñoz                                      |         |
| Chihuahua           | Óscar Ornelas Kuchle                                                                             |         | Querétaro       | Telésforo Trejo Uribe Suple a Manuel González Cosío y Rivera |         |
| Chihuahua           | Mario Carballo Pazos                                                                             |         | Querétaro       | Rafael Camacho Guzmán                                        |         |
| Coahuila            | Eliseo Mendoza Berrueto                                                                          |         | Quintana Roo    | José Blanco Peyrefitte                                       |         |
| Coahuila            | Gustavo Guerra Castaños                                                                          |         | Quintana Roo    | Vicente Coral Martínez                                       |         |
| Colima              | Antonio Salazar y Salazar                                                                        |         | San Luis Potosí | Rafael Tristán López Suple a Carlos Jonguitud Barrios        |         |
| Colima              | Griselda Álvarez Ponce de León                                                                   |         | San Luis Potosí | Fausto Zapata Loredo                                         |         |
| Distrito Federal    | Luis del Toro Calero Suple a Hugo Cervantes del Río                                              |         | Sinaloa         | Hilda Anderson Nevárez                                       |         |
| Distrito Federal    | Joaquín Gamboa Pascoe                                                                            |         | Sinaloa         | Gilberto Ruiz Almada                                         |         |
| Durango             | Ignacio Castillo Mena                                                                            |         | Sonora          | Juan José Gastélum Salcido                                   |         |
| Durango             | Tomás Rangel Perales                                                                             |         | Sonora          | Adolfo de la Huerta Oriol                                    |         |
| Guanajuato          | Euquerio Guerrero López                                                                          |         | Tabasco         | Antonio Ocampo Ramírez Suple a David Gustavo Gutiérrez Ruiz  |         |
| Guanajuato          | Jesús Cabrera Muñoz Ledo                                                                         |         | Tabasco         | Nicolás Reynés Berezaluce Suple a Carlos Pellicer Cámara     |         |
| Guerrero            | Alejandro Cervantes Delgado                                                                      |         | Tamaulipas      | Martha Chávez Padrón                                         |         |
| Guerrero            | Jorge Soberón Acevedo                                                                            |         | Tamaulipas      | Morelos Jaime Canseco González                               |         |
| Hidalgo             | Vacante Por licencia de Guillermo Rossell de la Lama y la no asunción de José Luis Suárez Molina |         | Tlaxcala        | Rafael Minor Franco                                          |         |
| Hidalgo             | Humberto Lugo Gil                                                                                |         | Tlaxcala        | Jesús Hernández Rojas                                        |         |
| Jalisco             | José María Martínez Rodríguez                                                                    |         | Veracruz        | Silverio Ricardo Alvarado Alvarado                           |         |
| Jalisco             | Arnulfo Villaseñor Saavedra                                                                      |         | Veracruz        | Sergio Martínez Mendoza                                      |         |
| México              | Gustavo Baz Prada                                                                                |         | Yucatán         | Graciliano Alpuche Pinzón                                    |         |
| México              | Leonardo Rodríguez Alcaine                                                                       |         | Yucatán         | Víctor Cervera Pacheco                                       |         |
| Michoacán           | José Luis Escobar Herrera Suple a Cuauhtémoc Cárdenas Solórzano                                  |         | Zacatecas       | José Guadalupe Cervantes Corona                              |         |
| Michoacán           | Guillermo Morfín García                                                                          |         | Zacatecas       | Jorge Gabriel García Rojas                                   |         |

### Presidentes del Senado en la L Legislatura
- (1976 - 1982): Joaquín Gamboa Pascoe

## Cámara de Diputados
En la L Legislatura, la Cámara de Diputados estuvo compuesta por un total de 238 diputados, de los cuales 196 eran elegidos por mayoría en cada uno de los distritos electorales y 41 más eran Diputados de partido, asignados de forma proporcional a los partidos que no obtenían victorias en los distritos.
La composición de la Cámara de Diputados en la L Legislatura fue la que sigue:

### Número de Diputados por partido político
| Partido | Partido                                     | Diputados Mayoría relativa | Diputados de Partido | Total |
| ------- | ------------------------------------------- | -------------------------- | -------------------- | ----- |
|         | Partido Revolucionario Institucional        | 196                        | 0                    | 196   |
|         | Partido Acción Nacional                     | 0                          | 20                   | 20    |
|         | Partido Popular Socialista                  | 0                          | 12                   | 12    |
|         | Partido Auténtico de la Revolución Mexicana | 0                          | 9                    | 9     |

### Diputados por distrito uninominal (mayoría relativa)
| Estado              | Distrito | Diputado                                                | Partido | Estado          | Distrito | Diputado                                       | Partido |
| ------------------- | -------- | ------------------------------------------------------- | ------- | --------------- | -------- | ---------------------------------------------- | ------- |
| Aguascalientes      | 1        | Jesús Martínez Gortari                                  |         | México          | 8        | Armando Labra Manjarrez                        |         |
| Aguascalientes      | 2        | Camilo López Gómez Suple a Augusto Gómez Villanueva     |         | México          | 9        | Juan Ortíz Montoya                             |         |
| Baja California     | 1        | Ricardo Eguía Valderrama                                |         | México          | 10       | José Luis García García                        |         |
| Baja California     | 2        | Alfonso Ballesteros Pelayo                              |         | México          | 11       | Guillermo Choussal Valladares                  |         |
| Baja California     | 3        | Alfonso Garzón Santibáñez                               |         | México          | 12       | Cecilio Salas Gálvez                           |         |
| Baja California Sur | 1        | Víctor Manuel Peralta Osuna                             |         | México          | 13       | Pedro Ávila Hernández                          |         |
| Baja California Sur | 2        | Agapito Duarte Hernández                                |         | México          | 14       | Armando Hurtado Navarro                        |         |
| Campeche            | 1        | Abelardo Carrillo Zavala                                |         | México          | 15       | Héctor Ximénez González                        |         |
| Campeche            | 2        | Jorge Muñoz Icthé                                       |         | Michoacán       | 1        | Nicanor Gómez Reyes                            |         |
| Chiapas             | 1        | Jaime Sabines                                           |         | Michoacán       | 2        | Antonio Jaimes Aguilar                         |         |
| Chiapas             | 2        | Fernando Correa Suárez                                  |         | Michoacán       | 3        | Raúl Lemus García                              |         |
| Chiapas             | 3        | Homero Tovilla Cristiani                                |         | Michoacán       | 4        | Roberto Garibay Ochoa                          |         |
| Chiapas             | 4        | Manuel Villafuerte Mijangos                             |         | Michoacán       | 5        | Jaime Bravo Ramírez                            |         |
| Chiapas             | 5        | Gonzalo Esponda Zebadúa                                 |         | Michoacán       | 6        | Eduardo Estrada Pérez                          |         |
| Chiapas             | 6        | Leonardo León Cerpa                                     |         | Michoacán       | 7        | Juan Rodríguez González                        |         |
| Chihuahua           | 1        | Alberto Ramírez Gutiérrez                               |         | Michoacán       | 8        | Héctor Terán Torres                            |         |
| Chihuahua           | 2        | Oswaldo Rodríguez González                              |         | Michoacán       | 9        | Roberto Ruiz del Río                           |         |
| Chihuahua           | 3        | José Reyes Estrada Aguirre                              |         | Morelos         | 1        | Antonio Riva Palacio López                     |         |
| Chihuahua           | 4        | Juan Ernesto Madera Prieto                              |         | Morelos         | 2        | Filomeno López Rea                             |         |
| Chihuahua           | 5        | Artemio Iglesias Miramontes                             |         | Nayarit         | 1        | Ignacio Langarica Quintana                     |         |
| Chihuahua           | 6        | José Refugio Mar de la Rosa                             |         | Nayarit         | 2        | María Hilaria Domínguez Arvizu                 |         |
| Coahuila            | 1        | José de las Fuentes Rodríguez                           |         | Nuevo León      | 1        | Carlota Vargas Garza                           |         |
| Coahuila            | 2        | Carlos Ortiz Tejeda                                     |         | Nuevo León      | 2        | Heriberto Santos Lozano                        |         |
| Coahuila            | 3        | Fernando Cabrera Rodríguez                              |         | Nuevo León      | 3        | Raúl Caballero Escamilla                       |         |
| Coahuila            | 4        | Julián Muñoz Uresti                                     |         | Nuevo León      | 4        | Eleazar Ruiz Cerda                             |         |
| Colima              | 1        | Ramón Serrano García                                    |         | Nuevo León      | 5        | Arturo Luna Lugo                               |         |
| Colima              | 2        | Fernando Moreno Peña                                    |         | Nuevo León      | 6        | Jesús Puente Leyva                             |         |
| Distrito Federal    | 1        | Eduardo Andrade Sánchez                                 |         | Nuevo León      | 7        | Roberto Olivares Vera                          |         |
| Distrito Federal    | 2        | José Salvador Lima Zuno                                 |         | Oaxaca          | 1        | Lucía Betanzos de Bay                          |         |
| Distrito Federal    | 3        | Carlos Riva Palacio Velazco                             |         | Oaxaca          | 2        | Gustavo Santaella Cortés                       |         |
| Distrito Federal    | 4        | Enrique Ramírez y Ramírez                               |         | Oaxaca          | 3        | Ericel Gómez Nucamendi                         |         |
| Distrito Federal    | 5        | Miguel Molina Herrera                                   |         | Oaxaca          | 4        | Ernesto Aguilar Flores                         |         |
| Distrito Federal    | 6        | Alfonso Rodríguez Rivera                                |         | Oaxaca          | 5        | Luis Candelario Jiménez Sosa                   |         |
| Distrito Federal    | 7        | María Elena Marqués                                     |         | Oaxaca          | 6        | Heladio Ramírez López                          |         |
| Distrito Federal    | 8        | Julio César Mena Brito                                  |         | Oaxaca          | 7        | Zorayda Bernal Piña                            |         |
| Distrito Federal    | 9        | Consuelo Márquez Rodríguez                              |         | Oaxaca          | 8        | Julio Esponda Solana                           |         |
| Distrito Federal    | 10       | Gloria Carrillo Salinas                                 |         | Oaxaca          | 9        | Raúl Bolaños Cacho Guzmán                      |         |
| Distrito Federal    | 11       | Jaime Aguilar Álvarez                                   |         | Puebla          | 1        | Nicolás Pérez Pavón                            |         |
| Distrito Federal    | 12       | Miguel López Riveroll                                   |         | Puebla          | 2        | Jorge Domínguez Ramírez                        |         |
| Distrito Federal    | 13       | Rodolfo González Guevara                                |         | Puebla          | 3        | Antonio Montes García                          |         |
| Distrito Federal    | 14       | Jorge Mendicutti Negrete                                |         | Puebla          | 4        | Antonio Hernández Jiménez                      |         |
| Distrito Federal    | 15       | Juan José Osorio Palacios                               |         | Puebla          | 5        | Sacramento Joffre Vázquez                      |         |
| Distrito Federal    | 16       | Alfonso Argudín Laria Suple a Silvia Hernández Enríquez |         | Puebla          | 6        | Antonio Tenorio Adame                          |         |
| Distrito Federal    | 17       | Héctor Hernández Casanova                               |         | Puebla          | 7        | Guadalupe López Bretón                         |         |
| Distrito Federal    | 18       | Hugo Díaz Velázquez                                     |         | Puebla          | 8        | Jesús Sarabia y Ordóñez                        |         |
| Distrito Federal    | 19       | Abraham Martínez Rivero                                 |         | Puebla          | 9        | Jorge Murad Macluf Suple a Manuel Rivera Anaya |         |
| Distrito Federal    | 20       | Jesús González Balandrano                               |         | Puebla          | 10       | Adolfo Rodríguez Juárez                        |         |
| Distrito Federal    | 21       | Martha Andrade de Del Rosal                             |         | Querétaro       | 1        | Eduardo Ugalde Vargas                          |         |
| Distrito Federal    | 22       | Ifigenia Martínez                                       |         | Querétaro       | 2        | Vicente Montes Velázquez                       |         |
| Distrito Federal    | 23       | Enrique Soto Izquierdo                                  |         | Quintana Roo    | 1        | Carlos Gómez Barrera                           |         |
| Distrito Federal    | 24       | Enrique Álvarez del Castillo                            |         | Quintana Roo    | 2        | Emilio Oxté Tah                                |         |
| Distrito Federal    | 25       | Celia Torres de Sánchez                                 |         | San Luis Potosí | 1        | Roberto Leyva Torres                           |         |
| Distrito Federal    | 26       | Humberto Serrano Pérez                                  |         | San Luis Potosí | 2        | José Guadalupe Vega Macías                     |         |
| Distrito Federal    | 27       | Hugo Roberto Castro Aranda                              |         | San Luis Potosí | 3        | Víctor Alfonso Maldonado Moreleón              |         |
| Durango             | 1        | Ángel Sergio Guerrero Mier                              |         | San Luis Potosí | 4        | Héctor González Lárraga                        |         |
| Durango             | 2        | Maximiliano Silerio Esparza                             |         | San Luis Potosí | 5        | Eusebio López Sáinz                            |         |
| Durango             | 3        | Salvador Reyes Nevárez                                  |         | Sinaloa         | 1        | Tolentino Rodríguez Félix                      |         |
| Durango             | 4        | José Ramírez Gamero                                     |         | Sinaloa         | 2        | Felipe Armenta Gallardo                        |         |
| Guanajuato          | 1        | Esteban Garaiz Izarra                                   |         | Sinaloa         | 3        | Rafael Oceguera Ramos                          |         |
| Guanajuato          | 2        | Enrique Gómez Guerra                                    |         | Sinaloa         | 4        | Antonio Toledo Corro                           |         |
| Guanajuato          | 3        | Juan Varela Mayorga                                     |         | Sinaloa         | 5        | Patricio Robles Robles                         |         |
| Guanajuato          | 4        | Miguel Montes García                                    |         | Sonora          | 1        | Ricardo Castillo Peralta                       |         |
| Guanajuato          | 5        | Aurelio García Sierra                                   |         | Sonora          | 2        | César Augusto Tapia Quijada                    |         |
| Guanajuato          | 6        | Alfredo Carrillo Juárez                                 |         | Sonora          | 3        | José Luis Vargas González                      |         |
| Guanajuato          | 7        | Enrique León Hernández                                  |         | Sonora          | 4        | Bernabé Arana León                             |         |
| Guanajuato          | 8        | Graciela Meave Torrescano                               |         | Tabasco         | 1        | Luis Priego Ortiz                              |         |
| Guanajuato          | 9        | Donaciano Luna Hernández                                |         | Tabasco         | 2        | Roberto Madrazo Pintado                        |         |
| Guerrero            | 1        | Isaías Gómez Salgado                                    |         | Tabasco         | 3        | Francisco Rabelo Cupido                        |         |
| Guerrero            | 2        | Isaías Duarte Martínez                                  |         | Tamaulipas      | 1        | Abdón Rodríguez Sánchez                        |         |
| Guerrero            | 3        | Miguel Bello Pineda                                     |         | Tamaulipas      | 2        | Oscar Mario Santos Gómez                       |         |
| Guerrero            | 4        | Hortensia Santoyo Núñez                                 |         | Tamaulipas      | 3        | Agapito González Cavazos                       |         |
| Guerrero            | 5        | Reveriano García Castrejón                              |         | Tamaulipas      | 4        | Aurora Cruz de Mora                            |         |
| Guerrero            | 6        | Salustio Salgado Guzmán                                 |         | Tamaulipas      | 5        | Fernando San Pedro Salem                       |         |
| Hidalgo             | 1        | Ladislao Castillo Feregrino                             |         | Tamaulipas      | 6        | Julio Martínez Rodríguez                       |         |
| Hidalgo             | 2        | Luis José Dorantes Segovia                              |         | Tlaxcala        | 1        | Nazario Romero Díaz                            |         |
| Hidalgo             | 3        | Efraín Mera Arias                                       |         | Tlaxcala        | 2        | Antonio Vega García                            |         |
| Hidalgo             | 4        | José Antonio Zorrilla Pérez                             |         | Veracruz        | 1        | Guilebaldo Flores Fuentes                      |         |
| Hidalgo             | 5        | Vicente Trejo Callejas                                  |         | Veracruz        | 2        | Pericles Namorado Urrutia                      |         |
| Jalisco             | 1        | Guillermo Cosío Vidaurri                                |         | Veracruz        | 3        | Emilio Salgado Zubiaga                         |         |
| Jalisco             | 2        | Reynaldo Dueñas Villaseñor                              |         | Veracruz        | 4        | Manuel Gutiérrez Zamora Zamudio                |         |
| Jalisco             | 3        | Félix Flores Gómez                                      |         | Veracruz        | 5        | Seth Cardeña Luna                              |         |
| Jalisco             | 4        | Porfirio Cortés Silva                                   |         | Veracruz        | 6        | Carlos Manuel Vargas Sánchez                   |         |
| Jalisco             | 5        | José Mendoza Padilla                                    |         | Veracruz        | 7        | Daniel Nogueira Huerta                         |         |
| Jalisco             | 6        | Rigoberto González Quezada                              |         | Veracruz        | 8        | Celeste Castillo Moreno                        |         |
| Jalisco             | 7        | María Refugio Castillón Coronado                        |         | Veracruz        | 9        | Mario Martínez Dector                          |         |
| Jalisco             | 8        | Ricardo Chávez Pérez                                    |         | Veracruz        | 10       | Pastor Munguía González                        |         |
| Jalisco             | 9        | María Guadalupe Urzúa Flores                            |         | Veracruz        | 11       | Miguel Portela Cruz                            |         |
| Jalisco             | 10       | Francisco Javier Santillán Oceguera                     |         | Veracruz        | 12       | Mario Hernández Posadas                        |         |
| Jalisco             | 11       | Héctor Castañeda Jiménez                                |         | Veracruz        | 13       | Francisco Cinta Guzmán                         |         |
| Jalisco             | 12       | Rafael González Pimienta                                |         | Veracruz        | 14       | Juan Meléndez Pacheco                          |         |
| Jalisco             | 13       | Jesús Alberto Mora López                                |         | Veracruz        | 15       | Eduardo Thomae Domínguez                       |         |
| México              | 1        | Gildardo Herrera                                        |         | Yucatán         | 1        | Myrna Esther Hoyos Schlamme                    |         |
| México              | 2        | Josefina Esquivel de Quintana                           |         | Yucatán         | 2        | Rubén Calderón Cecilio                         |         |
| México              | 3        | José Delgado Valle                                      |         | Yucatán         | 3        | Víctor Manzanilla Schaffer                     |         |
| México              | 4        | Arturo Martínez Legorreta                               |         | Zacatecas       | 1        | Gustavo Salinas Íñiguez                        |         |
| México              | 5        | José Martínez Martínez                                  |         | Zacatecas       | 2        | Crescencio Herrera Herrera                     |         |
| México              | 6        | Rosendo Franco Escamilla                                |         | Zacatecas       | 3        | José Leal Longoria                             |         |
| México              | 7        | Julio Zamora Bátiz                                      |         | Zacatecas       | 4        | Julián Macías Pérez                            |         |

### Diputados de Partido
| Diputado                     | Partido | Diputado                     | Partido | Diputado                         | Partido |
| ---------------------------- | ------- | ---------------------------- | ------- | -------------------------------- | ------- |
| Fausto Alarcón Escalona      |         | José Ortega Mendoza          |         | Eugenio Soto Sánchez             |         |
| Gonzalo Altamirano Dimas     |         | Francisco Pedraza Villarreal |         | Rafael Campos López              |         |
| María Elena Álvarez Bernal   |         | Francisco José Peniche Bolio |         | Víctor Manuel Carrasco Gutiérrez |         |
| Miguel Campos Martínez       |         | Adrián Peña Soto             |         | Felipe Cerecedo López            |         |
| Guillermo de Cárcer Ballezcá |         | Jacinto Silva Flores         |         | Alberto Contreras Valencia       |         |
| Jorge Garabito Martínez      |         | Juan Torres Ciprés           |         | Francisco Hernández Juárez       |         |
| Ramón Garcilita Partida      |         | Saúl Castorena Monterrubio   |         | Marcela Lombardo Otero           |         |
| Miguel Hernández Labastida   |         | Fortino Garza Cárdenas       |         | Jesús Luján Gutiérrez            |         |
| Guillermo Islas Olguín       |         | Pedro González Azcuaga       |         | Francisco Ortiz Mendoza          |         |
| Sergio Lujambio Rafols       |         | Raúl Guillén Pérez Vargas    |         | Román Ramírez Contreras          |         |
| Rosalba Magallón Camacho     |         | Manuel Hernández Alvarado    |         | Héctor Ramírez Cuéllar           |         |
| José Luis Martínez Galicia   |         | Edilio Hinojosa López        |         | Idelfonso Reyes Soto             |         |
| Tomás Nava de la Rosa        |         | Apolinar Ramírez Meneses     |         | Ezequiel Rodríguez Otal          |         |
| Teodoro Ortega García        |         | Arcelia Sánchez Vidaurri     |         |                                  |         |

### Presidentes de la Gran Comisión de la Cámara de Diputados
- (1976 - 1977): Augusto Gómez Villanueva
- (1977 - 1979): Rodolfo González Guevara
- (1979): Antonio Riva Palacio López

## Principales logros
La L Legislatura fue la que en 1977 aprobó la primera reforma política que se dio en México, esta reforma, negociada por el entonces Secretario de Gobernación, Jesús Reyes Heroles, incluía el reconocimiento legal de las organizaciones políticas de izquierda, tradicionalmente marginadas y orilladas a la lucha armada, sobre todo después de los acontecimientos de 1968 y que degeneraron en una Guerra sucia durante la década de 1970.
La reforma legal, conocida formalmente como Ley Federal de Organizaciones Políticas y Procedimientos Electorales (LOPPE), definía y hacía posibles los procedimientos de registro de nuevos partidos políticos, (en 1977 solo existían legalmente el PRI, el PAN, el PPS y el PARM), esto permitió el registro, por primera vez en 40 años, del Partido Comunista Mexicano, que fue seguido por el Partido Socialista de los Trabajadores, el Partido Demócrata Mexicano y el Partido Social Demócrata.
Además, la LOPPE amplió la representatividad de la Cámara de Diputados, al pasar los distritos electorales de 196 a 300, y estableciendo los diputados por representación proporcional en sustitución de los anteriores diputados de partido, estos sería 100, con lo cual la Cámara quedaría constituida por 400 diputados.